# ببا لونچار
ببا لونچار (صربی: Beba Lončar؛ زادهٔ ۲۸ آوریل ۱۹۴۳) بازیگر اهل یوگسلاوی است. وی بین سال‌های ۱۹۶۰ تا ۱۹۸۲ میلادی فعالیت می‌کرد.
از فیلم‌هایی که وی در آن نقش داشته است، می‌توان به دکامرون شماره ۳ – زیباترین زنان بوکاچو، عاشقان یکشنبه، چه کسی دادستان را کشت و برای چه؟، لاکی مرموز و دختری با جلد ماه اشاره کرد.